# 茹薩拉 (戈亞斯州)
15°51′51″S 50°51′08″W / 15.86417°S 50.85222°W

茹薩拉（葡萄牙語：Jussara）是巴西的城鎮，位於該國中部，由戈亞斯州負責管轄，始建於1958年11月14日，面積4,092平方公里，海拔高度317米，2010年人口19,153，人口密度每平方公里4.69人。